# Pietro Metastasio
Pietro Antonio Domenico Trapassi, més conegut pel seu pseudònim Pietro Metastasio o simplement Metastasio (3 de gener de 1698 – 12 d'abril de 1782), fou un escriptor i poeta italià molt conegut pel gran nombre de llibrets que va escriure per a les òperes del seu temps.
Metastasio va néixer a Roma, on el seu pare, Felice Trapassi, havia format part d'un regiment de reforç de l'exèrcit papal. De petit, atreia l'atenció improvisant i declamant versos sobre qualsevol tema. En una d'aquestes ocasions, el 1709, Giovanni Vincenzo Gravina, reputat per la seva erudició jurídica i literària i membre de l'Accademia dell'Arcadia, i Lorenzini, un crític força conegut, Gravina, seduïts pels dons poètics i encants personals del noi, el van prendre sota la seva protecció.

## Protecció de Gravina
Gravina va hel·lenitzar el nom de Pietro Trapassi en el seu equivalent grec de Metastasio. Li van procurar estudis de llatí i dret, al mateix temps que fomentaven els seus dons literaris tot promocionant el jove prodigi en privat i als salons romans. Metastasio es va trobar aviat confrontat als més cèlebres improvisadors de tot Itàlia. Les llargues jornades passades estudiant per a improvisar fins a vuitanta estrofes en una mateixa sessió van comportar l'empitjorament de la salut de Pietro i l'esgotament dels seus dons poètics.
En aquesta època, Gravina s'ha de desplaçar a Calàbria, on s'emporta Metastasio per introduir-lo en els cercles literaris napolitans tot confiant la seva custòdia a Gregorio Caroprese a Scalea. El clima favorable i la calma de la costa meridional van tenir una influència benèfica sobre la seva salut. Gravina va decidir, llavors, d'acabar amb les improvisacions per consagrar els seus esforços a tasques més nobles, per tal de mesurar-se amb els millors poetes.
A l'edat de dotze anys, va traduir la Ilíada en estrofes de vuit versos i, dos anys més tard, va escriure la tragèdia Giustino, amb l'estil de Sèneca, sobre un assumpte tret de l'epopeia favorita de Gravina, la Italia liberata de Trissino. Però l'acció era avorrida i, 42 anys més tard, Metastasio va demanar al seu editor, Calzabigi, que la retirés del seu catàleg. Caroprese va morir el 1714, fent de Gravina el seu hereu, que també va morir el 1718. Metastasio va heretar la seva fortuna, i pogué viure a partir d'aquell moment sense preocupacions dineràries.
Als vint anys, la seva història novel·lesca, la seva bellesa, les seves bones maneres i els seus talents distingits en van fer una relació rebuscada. En l'espai de dos anys, havia dilapidat la seva fortuna i havia augmentat la seva celebritat. Va decidir llavors dedicar-se de debò al seu ofici. A Nàpols, va ser contractat per un eminent jurista anomenat Castagnola, que va vigilar de manera estreta la seva activitat.

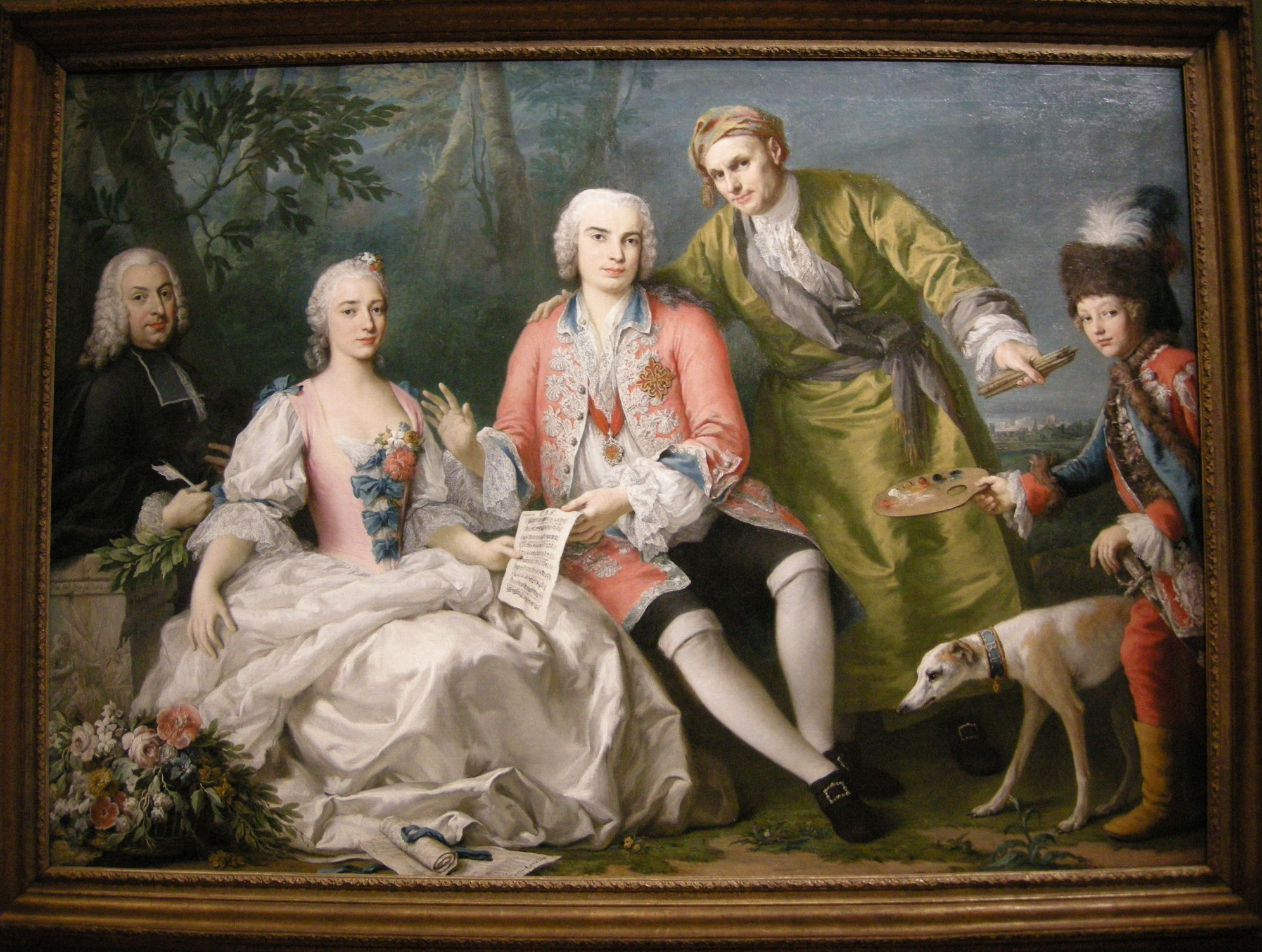
Metastasio amb Farinelli

El 1721, tot treballant en l'àmbit jurídic, Metastasio va compondre un epitalami i el que és probablement la seva primera serenata musicada, Endimione, en ocasió del matrimoni de la seva protectora, la princesa Pinelli di Sangro, amb el marquès Belmonte Pignatelli. El 1722, el virrei de Nàpols li va encarregar de compondre una serenata per celebrar d'una manera particularment solemne l'aniversari de l'emperadriu. Va acceptar aquesta demanda, però va ser convingut que l'autor havia de ser anònim. Sota aquesta condició, Metastasio va compondre Gli orti esperidi. Musicada per Nicola Porpora, i cantada pel seu alumne, el castrat Farinelli, que tot just començava, va aconseguir un èxit considerable.

## Protecció de Romanina
La gran prima donna romana Marianna Bulgarelli, anomenada Romanina per la seva ciutat natal, hi va interpretar el paper de la dea Venus i no va aturar-se fins a aconseguir saber qui l'havia escrit. El va persuadir d'abandonar la carrera jurídica i li va prometre assegurar el seu renom i la seva independència financera si es dedicava al drama líric. Instal·lat amb la Romanina, Metastasio va fer amistat amb els més grans compositor del seu temps: Porpora, que li va assegurar una formació musical, i també Hasse, Pergolesi, Alessandro Scarlatti, Vinci, Leo, Durante i Marcello.
Tots ells posaren música a les seves obres. Al mateix cenacle, es va assabentar de l'art del cant, i es familiaritzà amb l'estil de Farinelli. Extraordinàriament dotat per a la composició, i dotat d'una veritable sensibilitat poètica, no va tenir cap dificultat per a produir obres d'una gran qualitat literària intrínseca que esdevenien obres mestres musicals quan es musicaven i eren cantades pels cantants extraordinaris, formats en aquesta escola vocal sense equivalent ni precedent. La lectura de les obres de Metastasio en si mateixes no permet jutjar completament la seva qualitat. Però, les convencions de les seves intrigues, l'absurd d'algunes de les situacions d'escenificacions, les llibertats preses sobre la veritat històrica d'alguns dels seus personatges, la repetició de vegades fatigosa del tema de l'amor en tots els seus desenvolupaments, s'explica i es justifica per les necessitats de la posterior composició musical.
Metastasio vivia a Roma a casa de Romanina i el seu marit. La cantant el va adoptar de manera encara més apassionada del que ho havia fet Gravina, alhora per un afecte un mica maternal, una mica amorós, i per una veritable admiració del talent tan excepcional de l'artista. Va acollir a casa seva tota la família Trapassi: pare, mare, germà i germanes. Afalagava el geni del poeta i li concedia tots els seus capricis. Sota la seva influència benèfica, va compondre Didone abbandonata, Catone in Utica, Ezio, Alessandro nell'Indie (musicada per Vincenzo Chiavacci), Semiramide riconosciuta, Siroe i Artaserse. A aquests drames lírics, li van posar música els principals compositors i van ser produïts a les principals escenes d'Itàlia.

## A la cort vienesa

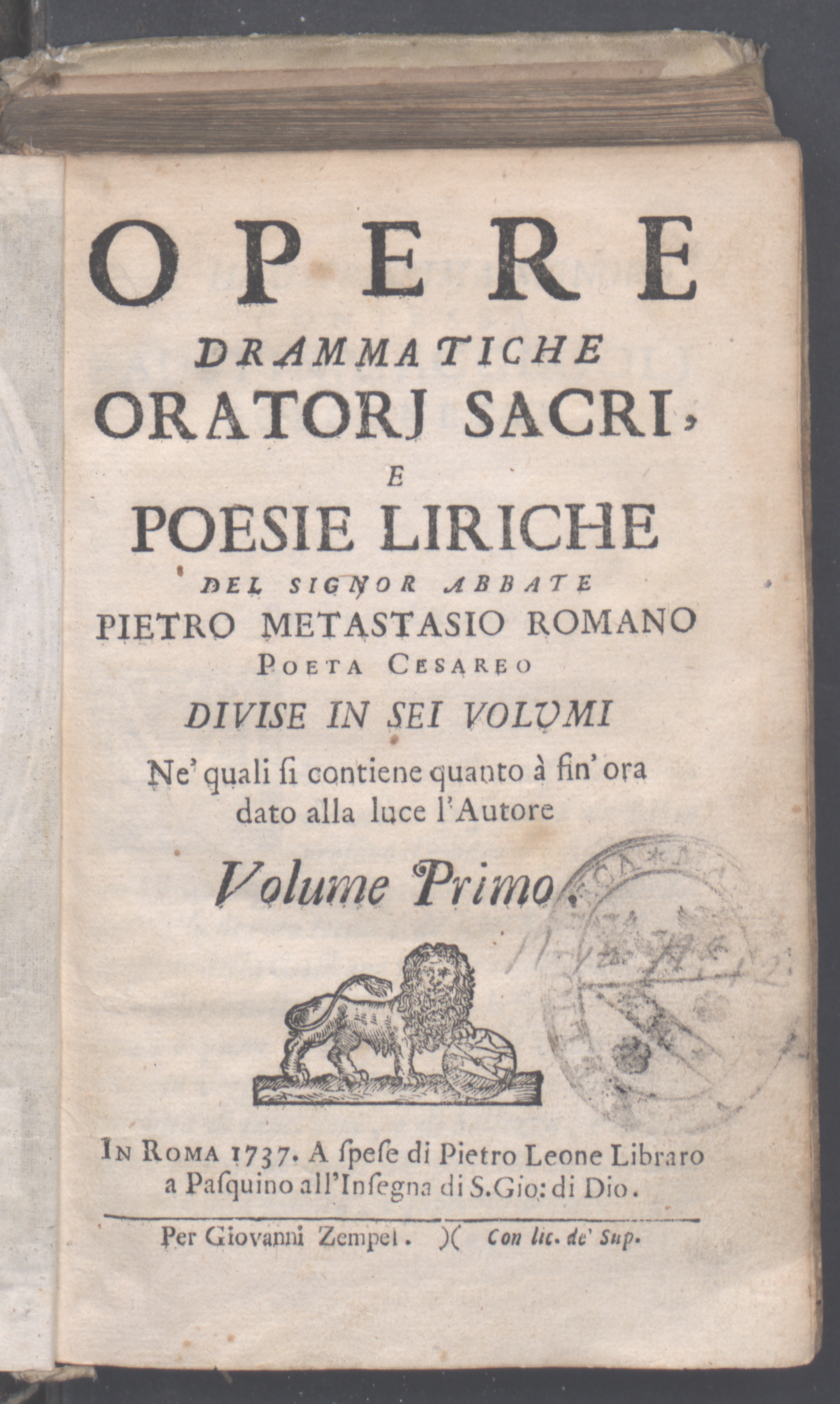
Opere, 1737

Tanmateix, Romanina, amb l'edat, va deixar de cantar en públic i el poeta se sentia cada vegada més depenent de la seva amabilitat. Cobrava 300 escuts per cadascun dels seus llibrets d'òpera, que tot i ser apreciable, representava uns recursos precaris i es va posar a recercar una plaça més estable. És així com, el setembre de 1729, va rebre una oferta per esdevenir el poeta oficial per al teatre de Viena, amb 3.000 florins d'emoluments. Ho va acceptar i de manera molt desinteressada, la Romanina el va deixar marxar, continuant encarregant-se de la seva família a Roma.
Al començament de l'estiu de 1730, es va instal·lar a Viena a casa d'un espanyol de Nàpols, amb qui va continuar residint fins a la seva mort. Aquesta data és una frontissa de la seva activitat artística. Entre 1730 i 1740, van ser representats al teatre imperial els seus drames lírics més bonics: Adriano, Demetrio (Nàpols, 1748, amb música de Diego Nasell), Issipile, Demofoonte, Olimpiade, Clemenza di Tito (aquesta última amb música d'Andrea Adolfati, Gènova, 1753), Achille in Sciro, Temistocle i Attilio Regolo. Algunes d'aquestes obres van ser escrites per a ocasions molt particulars, sota terminis increïblement curts: Achille en 18 dies, i fins i tot Ipermestra en 9 dies. El poeta, el compositor, el copista musical i els cantants havien de treballar junts de manera frenètica. Metastasio dominava el seu art en els menors detalls. L'experiència aconseguida a Nàpols i a Roma, junt amb l'excitació de la seva nova carrera a Viena, li va permetre de satisfer les exigències i els tòpics de l'òpera.
A Viena, Metastasio no tenia un gran èxit social. El seu origen humil l'excloïa dels cercles de l'aristocràcia. Una certa compensació li va oferir l'amistat de la comtessa Althann, cunyada de la seva antiga benefactora, la princesa Belmonte Pignatelli. Era vídua i durant algun temps havia sigut la favorita de l'emperador. La seva relació amb Metastasio va ser tan íntima que es va pensar que es casarien secretament. Romanina lamentava ara la seva jubilació i li va demanar que intercedís per ella per obtenir un contracte al teatre de la Cort Imperial. Cansat de les seves demandes, va intentar dissuadir-la de venir a veure'l. El to de les cartes que li enviava van inspirar a Romanina tanta decepció com còlera. No se'n saben bé els detalls, però sembla que mentre preparava el seu viatge a Viena, va morir. El fet és que heretava la seva fortuna personal en el moment de la mort del seu marit. I Metastasio, rosegat de dolor i de remordiment, va renunciar voluntàriament a aquest heretatge. Aquest acte desinteressat va ser perjudicial per a la seva família de Roma. Els seus pares i els seus germans van haver de tornar a casa seva havent d'espavilar-se per ells mateixos.

## La vellesa

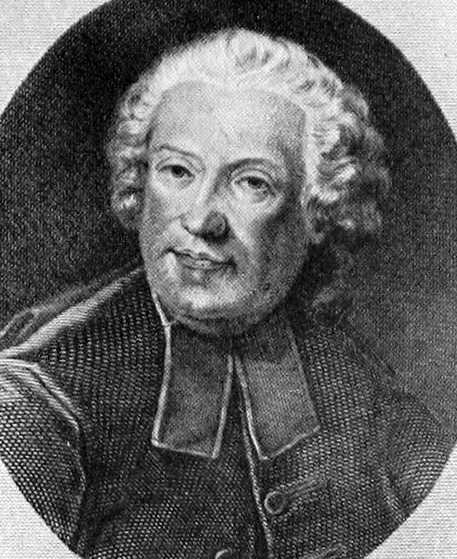
Pietro Metastasio

Els anys que anaven passant i el clima de Viena van degradar-li la salut i l'esperit. Al voltant de 1745, aproximadament, va començar a escriure poc, encara que les cantates que d'aquest període i la canzonetta Ecco quin fiero istante que va dedicar a Farinelli són entre les millors i les més populars de les seves obres. Es va fer evident que dequeia d'avorriment tant mental com d'esperit. El 1755, la comtessa Althann va morir, i Metastasio només va gaudir de les relacions d'alguns habituals que freqüentaven la casa burgesa de Martínez. Es va enfonsar ràpidament en una certa senilitat i en una ociositat gairebé completa, si bé encara va viure llargament fins a 1782. Va llegar la totalitat de la seva fortuna (aproximadament uns 130.000 florins) als cinc fills del seu amic Martínez. Havia sobreviscut a tots els membres de la seva pròpia família.

## Estil i influències
Durant els quaranta anys que va viure de la seva carrera original i creativa, el seu renom va continuar creixent. A la seva biblioteca, posseïa més de 40 edicions de les seves obres completes. Havien estat traduïdes en nombroses llengües, francès, anglès, alemany, espanyol i fins i tot en grec modern. Havien estat escollides per tots els compositors amb alguna notorietat; havien estat cantades pels millors cantants en cada capital i no hi havia cap societat acadèmica important que no considerés un honor tenir-lo entre els seus membres. Tots els visitants estrangers importants que visitaven Viena volien trobar el vell poeta al seu pis del carreró del mercat del Carbó (Kohlmarkt Gasse).
Però el seu estil convenia a una certa música, la dels virtuosos en la vocalització, la de les sopranos dramàtiques. Les evolucions que van afectar el drama musical amb l'arribada en escena de Gluck i Mozart, el desenvolupament de l'orquestració, i la moda de l'estil germànic que s'estenia ràpidament, requerien llibrets d'una factura diferent. Les seves obres van caure en un oblit que no mereixien, igual com la música que les acompanyava. Farinelli, considerat per ell com un àlter ego, personificava d'alguna manera la seva poesia i, amb la desaparició dels castrats, la música apropiada a Metastasio s'esvaeix. Ambdós estaven veritablement lligats en el destí pels seus talents complementaris.
En morir va llegar la seva biblioteca musical a la seva protegida, la pianista i també compositora Marianne von Martínez (1744-1812), de la qual Metastasio estava molt satisfet pel gran aprofitament que aquesta feia en els estudis i la seva carrera.